# USS Batfish (SS-310)
Za druga plovila z istim imenom glejte USS Batfish.
USS Batfish (SS-310) je bila jurišna podmornica razreda balao v sestavi Vojne mornarice Združenih držav Amerike.

## Zgodovina
Med drugo svetovno vojno je podmornica opravila 6 bojnih patrulj; skupaj je potopila 9 japonskih ladij, med njimi tudi rušilca IJS Samidare ter 3 podmornice (RO-55, RO-112 in RO-113).